# Motu Iti
|  | Per altres indrets homònims vegeu Motu Iti (desambiguació) |

Motu Iti, o també Hatu Iti, és una illa de les Marqueses, a la Polinèsia Francesa. Depèn administrativament de la comuna de Nuku Hiva. El nom motu iti significa «illa petita». És un nom comú a la Polinèsia utilitzat en molt indrets diferents.

## Geografia
Està situada en el grup nord de l'arxipèlag, al nord-oest de Nuku Hiva. Consta de dues roques, Motu Iti i Plate, d'origen volcànic. L'altitud màxima és de 220 m.
Actualment es troba deshabitada.

## Història
Va ser explorada per primer cop pel nord-americà Joseph Ingraham, el 1791, que la va anomenar Franklin Island en record a Benjamin Franklin. Tres mesos més tard hi va arribar el francès Étienne Marchand que la va anomenar Deux-Frères («dos germans») per la seva formació de dues roques.